# Греко-римская борьба на летних Олимпийских играх 1980 — до 100 кг
Соревнования по классической борьбе в категории до 100 кг были частью программы летних Олимпийских игр 1980 года в Москве.
Олимпийский чемпион 1976 года, многократный чемпион мира и Европы, знаменосец сборной СССР на церемонии открытия Олимпийских игр Николай Балбошин считался однозначным фаворитом соревнований. Однако во втором круге в схватке с румыном Василе Андреем получил тяжёлую травму и был вынужден сняться с соревнований. Балбошин сумел восстановиться и пройти отбор в сборную СССР на Олимпийские игры 1984 года, которые в итоге были бойкотированы советским руководством.

## Медалисты
| Золото                  | Серебро            | Бронза                |
| Георгий Райков Болгария | Роман Берла Польша | Василе Андрей Румыния |

## Определение победителей
Определение победителей происходило по системе штрафных очков. Борец, набравший 6 и более штрафных очков, выбывал из соревнований. Когда оставалось два или три участника для определения распределения медалей между ними проводился специальный финальный тур.

### Штрафные очки
- 0 — чистая победа, снятие соперника за пассивность или из-за травмы;
- 0,5 — победа за явным преимуществом;
- 1 — победа по очкам;
- 2 — ничья;
- 2,5 — ничья, пассивность;
- 3 — поражение по очкам;
- 3,5 — поражение за явным преимуществом соперника;
- 4 — чистое поражение, снятие за пассивность или из-за травмы.

## Легенда
- DNA — участник не явился;
- TPP — общее количество штрафных очков;
- MPP — количество штрафных очков за схватку;
- TF — чистая победа;
- IN — соперник снят из-за травмы;
- DQ — дисквалификация за пассивность;
- D1 — дисквалификация за пассивность, победитель также был пассивен;
- D2 — дисквалификация за пассивность обоих соперников.

## Ход соревнований

### Круг 1
| TPP | MPP |                           | Результат |                        | MPP | TPP |
| --- | --- | ------------------------- | --------- | ---------------------- | --- | --- |
| 4   | 4   | Тамаш Гашпар (HUN)        | TF / 5:06 | Николай Балбошин (URS) | 0   | 0   |
| 0   | 0   | Василе Андрей (ROU)       | DQ / 5:37 | Рефик Мемишевич (YUG)  | 4   | 4   |
| 4   | 4   | Свенд Студсгорд (DEN)     | DQ / 5:58 | Роман Берла (POL)      | 0   | 0   |
| 0   | 0   | Георгиос Пойкилидис (GRE) | DQ / 7:05 | Олдржих Дворжак (TCH)  | 4   | 4   |
| 5   |     | Георги Райков (BUL)       |           | Пропустил              |     |     |

### Круг 2
| TPP | MPP |                        | Результат |                           | MPP | TPP |
| --- | --- | ---------------------- | --------- | ------------------------- | --- | --- |
| 0   | 0   | Георги Райков (BUL)    | DQ / 8:05 | Тамаш Гашпар (HUN)        | 4   | 8   |
| 4   | 4   | Николай Балбошин (URS) | IN / 1:53 | Василе Андрей (ROU)       | 0   | 0   |
| 4   | 0   | Рефик Мемишевич (YUG)  | DQ / 3:58 | Свенд Студсгорд (DEN)     | 4   | 8   |
| 0   | 0   | Роман Берла (POL)      | DQ / 5:27 | Георгиос Пойкилидис (GRE) | 4   | 4   |
| 4   |     | Олдржих Дворжак (TCH)  |           | Пропустил                 |     |     |

### Круг 3
| TPP | MPP |                        | Результат |                           | MPP | TPP |
| --- | --- | ---------------------- | --------- | ------------------------- | --- | --- |
| 8   | 4   | Олдржих Дворжак (TCH)  | DQ / 6:39 | Георги Райков (BUL)       | 0   | 0   |
| 4   | 4   | Василе Андрей (ROU)    | DQ / 7:24 | Роман Берла (POL)         | 0   | 0   |
| 4   | 0   | Рефик Мемишевич (YUG)  | DQ / 5:15 | Георгиос Пойкилидис (GRE) | 4   | 8   |
| 4   |     | Николай Балбошин (URS) |           | DNA                       |     |     |

### Круг 4
| TPP | MPP |                       | Результат |                     | MPP | TPP |
| --- | --- | --------------------- | --------- | ------------------- | --- | --- |
| 1   | 1   | Георги Райков (BUL)   | 7 — 2     | Василе Андрей (ROU) | 3   | 7   |
| 7   | 3   | Рефик Мемишевич (YUG) | 2 — 5     | Роман Берла (POL)   | 1   | 1   |

### Финал
Результаты предварительных схваток учитывались в финале.
| TPP | MPP |                     | Результат |                     | MPP | TPP |
| --- | --- | ------------------- | --------- | ------------------- | --- | --- |
|     | 4   | Василе Андрей (ROU) | DQ / 7:24 | Роман Берла (POL)   | 0   |     |
|     | 1   | Георги Райков (BUL) | 7 — 2     | Василе Андрей (ROU) | 3   | 7   |
| 3   | 2   | Георги Райков (BUL) | D1 / 7:52 | Роман Берла (POL)   | 4   | 4   |

## Распределение мест
1. Георги Райков (BUL)
2. Роман Берла (POL)
3. Василе Андрей (ROU)
4. Рефик Мемишевич (YUG)
5. Георгиос Пойкилидис (GRE)
6. Олдржих Дворжак (TCH)
7. Николай Балбошин (URS)
8. Свенд Студсгорд (DEN)